# Ramoulu
Ramoulu – miejscowość i gmina we Francji, w Regionie Centralnym, w departamencie Loiret.
Według danych na rok 1990 gminę zamieszkiwało 200 osób, a gęstość zaludnienia wynosiła 17 osób/km² (wśród 1842 gmin Centre, Ramoulu plasuje się na 939. miejscu pod względem liczby ludności, natomiast pod względem powierzchni na miejscu 1053.).